# Lothar Heinke
Lothar Heinke (* 1934 in Berlin-Johannisthal) ist ein deutscher Reporter.

## Leben
Aufgewachsen ist Heinke bis zum 23. Dezember 1943 in Berlin und, nachdem das Wohnhaus seiner Familie ausgebombt worden war, im Hansestädtchen Seehausen in der Altmark, wo er die Winckelmann-Oberschule besuchte und sich in der Jungen Gemeinde engagierte. Letzteres führte dazu, dass er auf einer Heimoberschule interniert werden sollte. Von 1951 bis 1953 machte er eine Schriftsetzerlehre in einer kleinen Druckerei. Heinkes Vater war zwischenzeitlich aus der Kriegsgefangenschaft zurückgekehrt und hatte als Mitglied der Liberal-Demokratischen Partei Deutschlands (LDPD) den Vertrieb der Altmark-Ausgabe der „Liberal-Demokratischen Zeitung“ (LDZ) übernommen, wobei Heinke als Zeitungszusteller half und für diese Zeitung erste kleine Reportagen aus Seehausen schrieb. Im Sommer 1953 absolvierte er ein Volontariat bei der LDZ und wurde ebenfalls Mitglied der LDPD. Später ging er zum „Zentralorgan der LDPD“, der Tageszeitung Der Morgen zurück in seine Heimatstadt Berlin und war dort bis 1991 der Chefreporter. Noch vor der letzten Ausgabe „Des Morgens“ am 11. Juni 1991 wechselte er in die Lokalredaktion des Tagesspiegels.

## Schriften (Auswahl)
- 2012: Flügel der Liebe. Die Engel von Berlin.[2]
- 2009: Fernsehturm Berlin. Vom Bau bis heute.[3]